# Душанова грамота за охридската църква „Света Богородица Перивлепта“
Грамотата на крал Стефан Душан за охридската църква „Света Богородица Перивлепта“ (на сръбски: Повеља краља Стефана Душана охридској Цркви Богородице Перивлепте) е дарствена грамота, издадена от сръбския крал Стефан Душан около 1342 – 1345 г., с която кралят потвърждава владенията на охридската църква „Света Богородица Перивлепта“, направени от неговите предшественици – византийските императори, и намиращи се главно около Охридското езеро, освобождава я от всякакви държавни данъци и я поставя под пряката отговорност на съпругата си Елена и на епископ Григорий Деволски. Издаването на грамотата е мотивирано, от една страна, от личната признателност на Стефан Душан към Света Богородица заради оздравяването му след тежко боледуване, а от друга, и от желанието му да се представи за достоен наследник на византийските василевси, изтъквайки значимостта на завладените от него византийски градове.

## Характеристики
Грамотата е запазена в оригинал, който се съхранява в архива на Хилендарския манастир. Изписана е с черно мастило върху неправилен пергаментен лист с размер 584 – 610 mm x 150 – 160 mm. Писмото е ситен канцеларски бързопис, заемащ 51 реда. Следва го подписът на краля, изписан с червено мастило на два реда. С червено мастило са изписани инвокационният кръст и инициалът в началото на документа, както и първите букви на някои слова в текста.
Грамотата е била снабдена с кралски печат, който не е запазен – останали са единствено дупките в долната част на пергамента, през които е преминавала връвта, на която е бил прикрепен печатът.
Грамотата няма дата. Според различни мнения тя е съставена между 1342 и 1345 г.

## Текст на грамотата

### Превод на български език
| „      | Славя те, превечни царю, който си сътворил всичко видимо и невидимо и който не пожела смърт за грешниците, а връщение към живот безсмъртен. Видя рода человечески да погива от дявола и затова, милостиви Владико, въплати се с неизречената своя божественост в пречистата и неосквернена дева Богородица, за да намери изгубената драхма и да преведе нас грешните в стадото Христово. И пак те славя, пречиста Богородице, която ме вдигна от моята болест със своето неизречимо милосърдие и ми помогна да кралствувам над великите и славни гръцки градове и да бъда наставник на великия и свят гръцки цар в град Охрид. Затова и аз, рабът Христов Стефан, крал на всички сръбски и поморски, и гръцки земи, и благочестивата и христолюбива, и превисока кралица, госпожа Елена, и с дарения ни от бога син, младия крал Урош, и с Христовата помощ, и с предаването на брата на кралството ми, севастократора на град Охрид, и намери кралство ми в града хрисовули на „Богородица Перивлепта“, написани и узаконени от предишните свети царе, също и кралство ми написа и потвърди селата и владенията на тази църква. Село Радохожда със заселките и с ловищата, и с планините, и с всички правдини. Село Гюнмино и селище Фрюгови Власи с междите. В Луково що е Колопулово с междите и с ловищата, и с данъка, и с всички правдини. Църквата „Света Богородица“ в Радовлищи с купените [ниви] и с всички правдини. В Заградчани купеното място Каломаново и Гюргичево, което е дадено на църквата за упокой [на душата]. Село Вешчани с междите и с всички правдини. Село Ябланица с междите и с всички правдини на това село, Уборо и Плавци. Село Хращани с междите и с всички правдини. В Моровищи място купено и [дадено] за душата. И във Волино място купено и [дадено] за душата. Купеното място и [даденото] за душата в Горенци, купеното място и [даденото] за душата в Ораховници, купеното място и [даденото] за душата Подмоли. Селището с всички межди, метохия Субот(е)ц и Копачи с людете и с полето, и с бърдото, и с [дадените] за душата, и с всички правдини. Метоха Янков дол в Преспа с междите и с мелницата, и с всички правдини. В Накло 70 рибари. Село Момлища и селище Морозвижд с междите и с ловището, и с всички правдини. Село Ходунища с ловищата и с всички правдини, и мястото в Мокърско поле, дял, който е прибавил Мавър. Струга Вранинска и Струга Мала, и в града горният двор и долният двор, църквата „Свети Никола“ на езерото с всички правдини и седем рибари, и стас в Мислешево. И в тези села и метоси да няма власт да влезе нито кефалия, нито севаст, нито прониар и с една дума, да кажем, нито малък, нито голям, и да нямат нито гуменщина, ни митата, ни понос, ни градозидание в манастира и нито една повинност, нито малка, нито голяма, а само тези, които им каже да работят кралицата и всеосвещеният епископ деволски кир Глигори. И спомена ми как е дарил прелюбезният властелин на кралството ми, севастократор Керсак селото Родокали със заселките и с всички правдини на това село на църквата „Перивлепта“, на манастира на кралството ми и кралични, и кралството ми написа и потвърди да е това твърдо и непокътнато вовеки и да е неотемлимо от църквата сега и вовеки. Стефан, в Христа бога верен крал на всички сръбски и поморски земи Млади крал Урош | “ |
| [ 11 ] | |   |